# Peugeot type 507
Le Peugeot type 507 est un modèle de camion fabriqué par Peugeot de 1913 à 1914.

## Historique
Le type 507  sort en 1913. Il se distingue des autres poids lourds Peugeot par sa configuration avec le « moteur sous le siège » (type cabine avancée) et reste le plus lourd camion conçu par la firme de Sochaux. 
Deux exemplaires, accouplés à des remorques de 7 t (dont environ 5 t de charge utile), participent au concours de véhicules industriels organisé en 1913 par le ministère de la Guerre français,,. 
La production a lieu de 1913 à 1914. À l'automne 1914, après le déclenchement de la Première Guerre mondiale, les 20 derniers des 30 type 507 produits sont directement livrés à l'Armée française.

## Conception
Le type 507 est équipé d'un moteur à essence Peugeot HO, à quatre cylindres 110 × 130 mm,. Son régime maximum est de 1 250 tr/min et il développe une puissance de 35 HP d'après le catalogue Peugeot (valeur réelle de 22 HP fiscaux). Sa vitesse maximale de 25 km/h.
Il est équipé d'une transmission à chaîne et de roues en acier coulé avec bandages.
L'empattement du châssis est de 3,5 m, le poids à vide est de 3,6 t et la charge utile est de 5 t. Le plateau arrière du type 507 est long de 4,05 m.